# Tiphia communis
Tiphia communis (лат.) — вид ос рода Tiphia из семейства Tiphiidae (Hymenoptera). Китай (Пекин, Шаньси, Цзянсу, Чжэцзян, Фуцзянь, Хэнань, Хубэй).

## Описание
Жалящие перепончатокрылые. Длина тела около 5 мм. Основная окраска тела чёрная. Этот вид может быть распознан по следующей комбинации признаков: у самок с одной медиальной продольной узкой бороздкой, поверхность проподеальной ареолы медиально плоская, стернит S1 без глубокой медиальной ямки, тергиты T3—T5 только с прямыми длинными беловатыми волосками (без коричневых). У самцов лоб с одной продольной бороздкой, тергит T6 без плотных прямых коротких коричневых волосков. Передний киль переднеспинки полный и сильный; первый тергит спереди без поперечного киля. Усики самцов 13-члениковые. Мезоскутум с передней медиальной бороздкой и нотаулусом. Личинки предположительно, как и близкие виды, паразитируют на пластинчатоусых жуках (Scarabaeidae). Вид был впервые описан в 1930 году американским энтомологом Гарри Виллисом Алленом (1892—1981) и Jaynes H. A., а его валидный статус подтверждён в ходе ревизии, проведённой в 2021 году китайскими энтомологами Qian Han, Bin Chen и Ting-Jing Li (Chongqing Normal University, Чунцин, Китай). Включён в состав подрода Jaynesia.